# 大耳鼠
大耳鼠（チンプイ）（或譯作超能大耳獸、大耳獸之比、大耳獸芝比、大耳獸普普、金普依、外星小叮叮、機器鼠小叮叮）是藤子·F·不二雄較晚期所創作的一部日本漫畫及動畫。

## 概要
大耳鼠的漫畫於1985年－1991年連載於《藤子不二雄園地》（藤子不二雄ランド），一共58話，原定於最終的第5卷中追加59話及60話，但因故擱置沒有發表，後來藤子·F·不二雄去世而沒有完成，因此沒有最後的結局。動畫最早於1989年11月－1991年4月於朝日電視台放映，SHIN-EI動畫負責動畫的製作，共112話，該動在無線分兩期播出。台灣也曾於東森幼幼台播映數次。

## 故事介紹
描寫一個平凡的地球少女春日繪里，被馬爾星人選為呂諾夫太子的妃子，由於她的拒絕，便讓馬爾星的大耳鼠之比留在地球陪伴惠理生活，希望能逐漸使她答應婚事，而之比也成了惠理的好朋友。由於馬爾星擁有比地球更高的神奇科技，馬爾星人也會使用「科法」（倚藉科學方法進行的，而非「魔法」），使得在惠理的生活中發生了很多趣事。

## 主要登場人物
注意：下列配音員為1989年電視動畫／2025年劇場版。

### 地球人
- 春日繪里（春日 エリ) （台譯：春日愛莉）

聲：林原惠／潘惠美
漫畫的主角，小學六年級女生，個性活潑開朗大方，但也遺傳了母親容易性急生氣的個性，喜好偷懶。
功課雖不太好，但在藤子不二雄多數作品中的主角群比較下還算可以。
對於運動意外的很拿手，也很會替他人著想，對於科法也不太會太過濫用，縱使自己總為了零用錢不足而煩惱，但仍會義不容辭的救濟他人，而正是這個為他人著想的善良個性而被馬爾星王室和呂諾夫太子看上，成為她成為馬爾星王妃候選的原因。
而在故事中各劇情已經來看，未來的繪里已經確認嫁到馬爾星成為呂諾夫太子的王妃，並育有一子並懂得使用科法。
角色設定類似《多啦A夢》中的大雄的女性化和功課不佳版本的靜香，另一方面也是《哆啦A夢：大雄的日本誕生》中原始人克克魯的後代子孫。
- 春日百合（春日 百合）

聲：鈴木弘子／日笠陽子
繪里的媽媽。繪里和她個性一樣大而化之且性急易生氣，特色是喜歡使喚人做事，學生時期的成績幾乎和繪里一樣糟糕。
不喜歡動物（藤子不二雄多數作品中的主角母親，有著討厭動物的個性），所以不准女兒養寵物，甚至會在繪里從外面回家時，檢查她身上是否有沾到動物的毛。
- 春日和（春日 のどか）

聲：津村鷹志／未知
繪里的爸爸。平凡溫吞的上班族。
- 內木一郎（內木 一郎）

聲：佐佐木望／山本和臣
恵理喜歡的男同學，個性和善頭腦好成績不錯，但體育方面（如棒球）稍差。電視動畫版被改名為內木翔。角色設定類似《多啦A夢》中的出木杉英才。
- 小金山詩奈美（小金山スネ美）

聲：梨羽侑里／未知
恵理的同學，家裡有錢，又是貴族的後代，愛炫耀，也很喜歡內木。角色設定類似《多啦A夢》中的小夫的女性化。
- 大江山政男（大江山 政男）

聲：中村大樹／未知
強壯且個性霸道的男生，是同學之中的孩子王，時常威脅和霸凌內木。角色設定類似《多啦A夢》中的胖虎。

### 馬爾星人
- 之比（台譯：普普）

聲：堀絢子／久野美咲
馬爾星球來的外星鼠，常運用馬爾星球的科技來幫助恵理，個性和善，特別喜歡吃拉麵。為了住進惠理家，以布偶的身分來隱瞞（因惠理媽媽不准女兒養寵物）。角色設定類似《多啦A夢》中的多啦A夢。
- 汪達（台譯：汪德鼬）

聲：八奈見乘兒／山寺宏一
馬爾星的狗型外星人，非常急切希望恵理嫁到馬爾星去，為此常想出種種奇怪的方式。
- 達魯莎（ダルーサ）

聲：鵜飼留美子／未知
馬爾星球的王妃候選人之一，繪里的競爭對手，曾來到地球要求繪里解除婚約。
- 呂諾夫殿下（ルルロフ殿下）

聲：菊池正美／未知
馬爾星球的王子，根據馬爾星王室的規定在婚前不能向未來的伴侶露出真面目，根據旺德鼬和普普的描述，是一個無論頭腦、體育及其他方面都很強的人。
動畫結局顯示他是地球人外型的馬爾星人，並借用內木的身體和惠理對話並成為了朋友。
動漫雜誌Animage在1991年6月刊登關於大耳鼠動畫的特別介紹時，曾表示呂諾夫殿下就是內木。
- 惠理的兒子（エリの子）

聲：一龍斎貞友／未知
馬爾星的王子，也是惠理和呂諾夫兩人未來的兒子，原作並沒有出現本名，而是標示為王子殿下，而動畫在片尾動畫以惠理之子標示。
曾搭乘隱瞞身分搭乘時光機來探望童年時期的母親惠理，汪德鼬和普普也曾把嬰兒時期的他從未來帶到現代給惠理照顧。
- 老爺爺（ご隠居）
- 聲：永井一郎／未知

呂諾夫殿下的爺爺。對汪達他們很嚴格，不過也是個和藹可親的老爺爺。
- 佳拉喜
- 聲：玉川砂記子／未知

貓型馬爾星人，喜歡普普，一開始普普很怕佳拉喜，很有可能是老鼠怕貓的特性，但佳拉喜其實溫柔體貼，後來普普對佳拉喜產生好感。
- 真治郎
- 聲：中尾隆聖／未知

大犰狳型馬爾星人，汪德鼬委託來暗中讓惠理能迅速嫁往馬爾星球的間諜，但因為手段過為極端而被緊急叫停。

## 動畫

### 配音員
| 角色         | 配音員       | 配音員       | 配音員                | 配音員 |
| 角色         | 日本（舊版） | 日本（新版） | 香港                  | 台灣   |
| ------------ | ------------ | ------------ | --------------------- | ------ |
| 春日惠理     | 林原惠       | 潘惠美       | 鄭麗麗 謝潔貞（成年） | 龍顯蕙 |
| 春日百合     | 鈴木弘子     | 日笠陽子     | 梁少霞                | 許雲雲 |
| 春日和       | 津村鷹志     |              |                       | 陳幼文 |
| 內木翔       | 佐佐木望     | 山本和臣     | 盧素娟                | 許雲雲 |
| 小金山詩奈美 | 梨羽侑里     |              |                       | 雷碧文 |
| 大江山政男   | 中村大樹     |              |                       | 陳幼文 |
| 之比         | 堀絢子       | 久野美咲     | 林丹鳳                | 雷碧文 |
| 汪達         | 八奈見乘兒   | 山寺宏一     | 陳永信                | 黃天佑 |
| 達魯莎       | 鵜飼留美子   |              |                       |        |
| 呂諾夫殿下   | 菊池正美     |              | 黃鳳英                | 黃天佑 |
| 老爺爺       | 永井一郎     |              |                       |        |
| 佳拉喜       | 玉川砂記子   |              |                       |        |
| 真治郎       | 中尾隆聖     |              |                       |        |

### 工作人員
- チーフディレクター：本鄉滿
- 劇本統籌：桶谷顕
- 劇本：桶谷顕、原平了、水出弘一、城山昇、西村昌子、志村多穂、山本優
- 演出：本鄉滿、伊吹ひろみ、高柳哲司、安藤敏彦、香川豊、茂木智里、小林常夫、原惠一、荒川真嗣、貞光紳也、市野文隆、望月智充
- 作畫監督：高倉佳彥、堤規至、川崎逸朗、黃瀨和哉、濱名孝行、生野裕子、富永貞義、松本朋之、西村博之、樋口善法
- 總作畫監督：富永貞義、堤規至
- 作畫：シンエイ動画、じゃんぐるじむ、サムタック、IGタツノコ（現：Production I.G）、亜細亜堂、あにまる屋、トミプロダクション、京都アニメーション
- 仕上：シマスタジオ（現：オフィスフウ）、京都アニメーション、IGタツノコ
- 顏色指定：野中幸子、代田千秋、甲田暁美、本田春美、松野由美　ほか
- 特效：土井通明、村上正博
- 美術監督：川井憲
- 背景：AtelierRoku
- 攝影監督：齋藤秋男
- 攝影：旭プロダクション
- 編集：岡安肇、岡安プロモーション
- 錄音監督：浦上靖夫
- 音響制作：オーディオ・プランニング・ユー（現：AUDIO PLANNING U）
- スタジオ：APUスタジオ（現：APU MEGURO STUDIO）
- 整音：柴田信弘
- 效果：松田昭彦
- 音樂：田中公平
- 標題：道川昭
- 現像：東京現像所
- 広報担当：圓尾佳則→森田兆基（朝日电视台）
- プロデューサー：小泉美明・木村純一（朝日電視台）、亀山泰夫(ASATSU)、別紙壮一・茂木仁史（SHIN-EI動畫）
- 制作行政：山川順一
- 制作進行：水島努、斎藤敦、大澤正享、魁生聡、坂部久明、市野文隆、吉田明広、根岸宏樹
- 制作：朝日電視台、SHIN-EI動畫、ASATSU

### 主題曲
- OP歌：內田順子
- ED歌：林原惠、齋藤小百合

### 各話標題
| 話數 | 日文標題                   | 中文標題                   |
| ---- | -------------------------- | -------------------------- |
| 1    |                            | 恭喜你！惠理大人           |
| 1    | 食用玩具拉麵               |                            |
| 2    |                            | 像一朵花的惠理大人         |
| 2    | 祖先是日本王？             |                            |
| 3    |                            | 之比累了                   |
| 3    | 科學魔法使惠理大人         |                            |
| 4    |                            | 汪達的陰謀                 |
| 4    | 鞦韆貼紙                   |                            |
| 5    |                            | 黃金傳說                   |
| 5    | 麵包師惠理大人             |                            |
| 6    |                            | 用布偶當電腦               |
| 6    | 惠理大人是主角!            |                            |
| 7    |                            | 惠理大人被迫離家出走       |
| 7    | 奇怪的聖誕節               |                            |
| 8    |                            | 希望實現票券               |
| 8    | 圍巾是誰的                 |                            |
| 9    |                            | 立體影像的使用之道         |
| 9    | 在夢裡相會吧               |                            |
| 10   |                            | 天才畫家惠理大人           |
| 10   | 真治郎的反擊?              |                            |
| 11   |                            | 想要當男孩子               |
| 11   | 畏懼的健康檢查             |                            |
| 12   |                            | 惠理大人的見習之旅         |
| 12   | 請惠理大人原諒             |                            |
| 13   |                            | 超級辣妹                   |
| 13   | 向宿敵尊敬                 |                            |
| 14   |                            | 危險的時空旅行（上）       |
| 14   | 危險的時空旅行（下）       |                            |
| 15   |                            | 汪達是算命師?              |
| 15   | 惠理大人是美少女           |                            |
| 16   |                            | 科學魔法滑雪大作戰         |
| 16   | 小狗屋                     |                            |
| 17   |                            | 勇士雷比和勇士惠理         |
| 17   | 麻煩來求籤                 |                            |
| 18   |                            | 奇妙的溫泉旅行（上）       |
| 18   | 奇妙的溫泉旅行（下）       |                            |
| 19   |                            | 惠理大人的第一次記錄（上） |
| 19   | 惠理大人的第一次記錄（下） |                            |
| 20   |                            | 踩上幸運踏板成為明星       |
| 20   | 普魯魯提督的挑戰           |                            |
| 21   |                            | 美麗星球的新建計畫?        |
| 21   | 巴黎的惠理太太             |                            |
| 22   |                            | 當小雞募集資金名譽總裁     |
| 22   | 無論如何                   |                            |
| 23   |                            | 惠理大人討厭紅蘿蔔         |
| 23   | 科學魔法GO HOME作戰        |                            |
| 24   |                            | 惠理&之比公司              |
| 24   | 雖然想海中攝影             |                            |
| 25   |                            | 奶嘴偵探惠理               |
| 25   | 看見結婚典禮               |                            |
| 26   |                            | 那孩子是誰?                |
| 26   | 灰姑娘的鞋子               |                            |
| 27   |                            | 重要的溫室效應光線（上）   |
| 27   | 重要的溫室效應光線（下）   |                            |
| 28   |                            | 外星人基地被發現了!?       |
| 28   | 賈拉西來了                 |                            |
| 29   |                            | 圓~形的物品好可怕!         |
| 29   | 惠理大人哈雷路亞           |                            |
| 30   |                            | 不要輸給殿下               |
| 30   | 天文觀測所看到的東西       |                            |
| 31   |                            | 麥肯的家庭音樂會           |
| 31   | 追蹤快門時機               |                            |
| 32   |                            | 賈拉西又來了               |
| 32   | 公主後補螢火蟲大人         |                            |
| 33   |                            | 誰在放屁                   |
| 33   | 保母惠理大人               |                            |
| 34   |                            | 星球調整器（上）           |
| 34   | 星球調整器（下）           |                            |
| 35   |                            | 尋找謎之美少女             |
| 35   | 戰國探險隊                 |                            |
| 36   |                            | 黑心秘密保護官             |
| 36   | 惠理大人的花園             |                            |
| 37   |                            | 我因科學魔法生病           |
| 37   | 惠理大人旅行中             |                            |
| 38   |                            | 零錢不足的億萬長者         |
| 38   | 宿敵強化指令               |                            |
| 39   |                            | 取得禮物                   |
| 39   | 驚人的結婚占卜             |                            |
| 40   |                            | 固定因緣麥克風             |
| 40   | 姊姊來了                   |                            |
| 41   |                            | 爸爸，一念之間的駕照       |
| 41   | 緊盯獨家消息!              |                            |
| 42   |                            | 內木君180度大轉            |
| 42   | 殿下的臉是什麼樣的臉       |                            |
| 43   |                            | 時刻表趴趴趴               |
| 43   | 大江山的惡人木匠           |                            |
| 44   |                            | 派對之後                   |
| 44   | 你為何而來                 |                            |
| 45   |                            | 稻草之歌的秘寶（上）       |
| 45   | 稻草之歌的秘寶（下）       |                            |
| 46   |                            | 透明瓶蓋                   |
| 46   | 好多個惠理大人             |                            |
| 47   |                            | 汪達的人事異動             |
| 47   | 山莊星球如何               |                            |
| 48   |                            | 時空轉換彗星SOS（上）      |
| 48   | 時空轉換彗星SOS（下）      |                            |
| 49   |                            | 科學魔法絕食祭             |
| 49   | 美妙的情人節               |                            |
| 50   |                            | 惠理大人出生的秘密         |
| 50   | 不要說再見                 |                            |
| 51   |                            | 真治郎再次的反擊           |
| 51   | 最佳賣家請多指教           |                            |
| 52   |                            | GOGO偽物大作戰             |
| 52   | 返老還童火柴               |                            |
| 53   |                            | 尋找怪異大猩猩之旅         |
| 53   | 聽見喇叭之歌               |                            |
| 54   |                            | 宇宙迷路小孩讀內           |
| 54   | 共結情理的砂也香與內木     |                            |
| 55   |                            | 名畫獲得作戰               |
| 55   | 馬爾星球財產的使用之道     |                            |
| 56   |                            | Let's Go銀河比賽           |
| 56   | 初次見面，我是魯魯羅夫     |                            |

## 劇場版動畫
- 《惠理大人的活動寫真》（1990年）

- 《惠理大人的好運》（2025年）